# الحافظ لدين الله
الحافظ لدين الله أبو الميمون عبد المجيد بن الأمير محمد بن المستنصر بالله معد بن الظاهر علي بن الحاكم بن العزيز بن المعز، العبيدي الإسماعيلي المصري ولد بعسقلان سنة 467 هـ، وتوفي في الخامس من جمادى الاَُولى سنة 544 هـ (467/ 1130–1149/544) تولى الخلافة من بعد ابن عمه الآمر بأحكام الله ومات سنة 1149 للميلاد دامت دولته عشرين سنة سوى خمسة أشهر وعاش سبع وسبعين سنة، وقام بعده ولده الظافر بأمر الله.
بويع بالقاهرة يوم مقتل ابن عمّه الآمر، بولاية العهد وتدبير المملكة، حتى يظهر الحمل المخلف عن الآمر، فغلب عليه أبو علي أحمد بن الاَفضل، في صبيحة يوم مبايعته، وكان الآمر لمّا قتل الاَفضل اعتقل جميع أولاده وفيهم أبو علي المذكور، فأخرجه الجند من الاعتقال لما قُتل الآمر، وبايعوه فسار إلى القصر، وقبض على الحافظ المذكور، واستقلّ بالاَمر وقام به أحسن قيام، وردّ على المصادرين أموالهم، وأظهر مذهب الاِماميّة وتمسك بالاَئمّة الإثني عشر، ورفض الحافظ وأهل بيته، ودعا على المنابر للقائم في آخر الزمان المعروف بالاِمام المنتظر على زعمهم، وكتب اسمه على السّكة، ونهى أن يوَذن (حي على خير العمل) وأقام كذلك، إلى أن وثب عليه رجل من الخاصّة بالبستان الكبير بظاهر القاهرة، في النصف من المحرم سنة ست وعشرين وخمسمائة فقتله، وكان ذلك بتدبير الحافظ، فبادر الاَجناد بإخراج الحافظ، وبايعوه ولقبوه الحافظ، ودعي له على المنابر.
كان الحافظ كلما أقام وزيرا تمكن وحكم عليه، فيتألم ويتحيل عليه، ويعمل على هلاكه؛ منهم رضوان، فسجنه سبع سنين، وكان قد قدم الشام، وجمع جموعا، وقاتل المصريين، قاتلهم على باب القاهرة وانتصر، ثم دخلها، فاعتقله الحافظ عنده معززا في القصر، ثم نقب الحبس، وراح إلى الصعيد، وأقبل بجمع عظيم، وحارب، فكان الملتقى عند جامع ابن طولون ، فانتصر وتملك، فبعث إليه الحافظ بعشرين ألف دينار، رسم الوزارة، فما رضي حتى كمل له ستين ألفا، ثم بعث إليه عدة من المماليك، فقاتلهم غلمانه وهو، فقُتل، وبقي الحافظ بلا وزير عشر سنين.
ولما قُتل الأكمل أقام في الوزارة يانس مولاه، فكبر يانس، وتعدى طوره، فسقِي. ثم وزر له ولده الحسن، فكان شر وزير، تمرد وطغى، وقتل أربعين أميرا، إلا أنه كان فيه تسنن، فخافه أبوه، وجهز له عسكرا فتحاربوا أياما، ثم سقاه أبوه.